# Умберто Калігаріс
Умберто Калігаріс (італ. Umberto Caligaris, * 26 липня 1901, Казале-Монферрато — † 19 жовтня 1940, Турин) — колишній італійський футболіст, захисник. По завершенні ігрової кар'єри — футбольний тренер.
Як гравець насамперед відомий виступами за клуби «Казале» та «Ювентус», а також національну збірну Італії.
П'ятиразовий чемпіон Італії. У складі збірної — чемпіон світу.

## Клубна кар'єра
Вихованець футбольної школи клубу «Казале». Дорослу футбольну кар'єру розпочав 1919 року в основній команді того ж клубу, в якій провів дев'ять сезонів, взявши участь у 182 матчах чемпіонату. Більшість часу, проведеного у складі «Казале», був основним гравцем захисту команди.
Своєю грою за цю команду привернув увагу представників тренерського штабу клубу «Ювентус», до складу якого приєднався 1928 року. Відіграв за «стару синьйору» наступні сім сезонів своєї ігрової кар'єри. Граючи у складі «Ювентуса» також здебільшого виходив на поле в основному складі команди. За цей час п'ять разів поспіль виборював титул чемпіона Італії.
Завершив професійну ігрову кар'єру у клубі «Брешія», за команду якого виступав протягом 1935—1937 років як граючий тренер.

## Виступи за збірну
1922 року дебютував в офіційних матчах у складі національної збірної Італії. Протягом кар'єри у національній команді, яка тривала 13 років, провів у формі головної команди країни 59 матчів, у тому числі 16 ігор як капітан команди. Довгий час був рекордсменом національної команди Італії за кількістю проведених у її складі матчів. Першим, кому вдалося перевершити Калігаріса за цим показником став Джачінто Факкетті лише у 1971 році.
У складі збірної був учасником футбольного турніру на Олімпійських іграх 1924 року у Парижі, футбольного турніру на Олімпійських іграх 1928 року в Амстердамі, на якому команда здобула бронзові нагороди, а також домашнього для італійців чемпіонату світу 1934 року, на якому вони здобули свій перший титул чемпіонів світу.
| Дата       | Місто              | Господарі         | Результат  | Гості          | Турнір                   | Голи | Примітки |
| ---------- | ------------------ | ----------------- | ---------- | -------------- | ------------------------ | ---- | -------- |
| 15/01/1922 | Мілан              | Італія            | 3 – 3      | Австрія        | товариський матч         | -    |          |
| 26/02/1922 | Турин              | Італія            | 1 – 1      | Чехословаччина | товариський матч         | -    |          |
| 21/05/1922 | Мілан              | Італія            | 4 – 2      | Бельгія        | товариський матч         | -    |          |
| 03/12/1922 | Болонья            | Італія            | 2 – 2      | Швейцарія      | товариський матч         | -    |          |
| 01/01/1923 | Мілан              | Італія            | 3 – 1      | Німеччина      | товариський матч         | -    |          |
| 04/03/1923 | Генуя              | Італія            | 0 – 0      | Угорщина       | товариський матч         | -    |          |
| 15/04/1923 | Відень             | Австрія           | 0 – 0      | Італія         | товариський матч         | -    |          |
| 27/05/1923 | Прага              | Чехословаччина    | 5 – 1      | Італія         | товариський матч         | -    |          |
| 25/05/1924 | Париж              | Італія            | 1 – 0      | Іспанія        | ОІ 1924                  | -    |          |
| 02/06/1924 | Париж              | Швейцарія         | 2 – 1      | Італія         | ОІ 1924                  | -    |          |
| 16/11/1924 | Мілан              | Італія            | 2 – 2      | Швеція         | товариський матч         | -    |          |
| 23/11/1924 | Дуйсбург           | Німеччина         | 0 – 1      | Італія         | товариський матч         | -    |          |
| 18/01/1925 | Мілан              | Італія            | 1 – 2      | Угорщина       | товариський матч         | -    |          |
| 22/03/1925 | Турин              | Італія            | 7 – 0      | Франція        | товариський матч         | -    |          |
| 14/06/1925 | Валенсія           | Іспанія           | 1 – 0      | Італія         | товариський матч         | -    |          |
| 18/06/1925 | Лісабон            | Португалія        | 1 – 0      | Італія         | товариський матч         | -    |          |
| 17/01/1926 | Турин              | Італія            | 3 – 1      | Чехословаччина | товариський матч         | -    |          |
| 21/03/1926 | Турин              | Італія            | 3 – 0      | Ірландія       | товариський матч         | -    |          |
| 18/04/1926 | Цюрих              | Швейцарія         | 1 – 1      | Італія         | товариський матч         | -    |          |
| 09/05/1926 | Мілан              | Італія            | 3 – 2      | Швейцарія      | товариський матч         | -    |          |
| 18/07/1926 | Стокгольм          | Швеція            | 5 – 3      | Італія         | товариський матч         | -    |          |
| 28/10/1926 | Прага              | Чехословаччина    | 3 – 1      | Італія         | товариський матч         | -    |          |
| 30/01/1927 | Женева             | Швейцарія         | 1 – 5      | Італія         | товариський матч         | -    |          |
| 20/02/1927 | Мілан              | Італія            | 2 – 2      | Чехословаччина | товариський матч         | -    |          |
| 24/04/1927 | Париж              | Франція           | 3 – 3      | Італія         | товариський матч         | -    |          |
| 29/05/1927 | Болонья            | Італія            | 2 – 0      | Іспанія        | товариський матч         | -    |          |
| 23/10/1927 | Прага              | Чехословаччина    | 2 – 2      | Італія         | Кубок Центральної Європи | -    |          |
| 06/11/1927 | Болонья            | Італія            | 0 – 1      | Австрія        | Кубок Центральної Європи | -    |          |
| 01/01/1928 | Генуя              | Італія            | 3 – 2      | Швейцарія      | Кубок Центральної Європи | -    |          |
| 25/03/1928 | Рим                | Італія            | 4 – 3      | Угорщина       | Кубок Центральної Європи | -    |          |
| 15/04/1928 | Порту              | Португалія        | 4 – 1      | Італія         | товариський матч         | -    |          |
| 22/04/1928 | Хіхон              | Іспанія           | 1 – 1      | Італія         | товариський матч         | -    |          |
| 29/05/1928 | Амстердам          | Франція           | 3 – 4      | Італія         | ОІ 1928                  | -    |          |
| 01/06/1928 | Амстердам          | Іспанія           | 1 – 1 д.ч. | Італія         | ОІ 1928                  | -    |          |
| 04/06/1928 | Амстердам          | Іспанія           | 1 – 7      | Італія         | ОІ 1928                  | -    |          |
| 07/06/1928 | Амстердам          | Уругвай           | 3 – 2      | Італія         | ОІ 1928                  | -    |          |
| 10/06/1928 | Амстердам          | Єгипет            | 3 – 11     | Італія         | ОІ 1928                  | -    |          |
| 14/10/1928 | Цюрих              | Швейцарія         | 2 – 3      | Італія         | Кубок Центральної Європи | -    |          |
| 11/11/1928 | Рим                | Італія            | 2 – 2      | Австрія        | товариський матч         | -    |          |
| 02/12/1928 | Мілан              | Італія            | 3 – 2      | Нідерланди     | товариський матч         | -    |          |
| 07/04/1929 | Відень             | Австрія           | 3 – 0      | Італія         | Кубок Центральної Європи | -    |          |
| 01/12/1929 | Мілан              | Італія            | 6 – 1      | Португалія     | товариський матч         | -    |          |
| 09/02/1930 | Рим                | Італія            | 4 – 2      | Швейцарія      | товариський матч         | -    |          |
| 02/03/1930 | Франкфурт-на-Майні | Німеччина         | 0 – 2      | Італія         | товариський матч         | -    |          |
| 06/04/1930 | Амстердам          | Нідерланди        | 1 – 1      | Італія         | товариський матч         | -    |          |
| 11/05/1930 | Будапешт           | Угорщина          | 0 – 5      | Італія         | Кубок Центральної Європи | -    |          |
| 22/06/1930 | Болонья            | Італія            | 2 – 3      | Іспанія        | товариський матч         | -    |          |
| 25/01/1931 | Болонья            | Італія            | 5 – 0      | Франція        | товариський матч         | -    |          |
| 22/02/1931 | Мілан              | Італія            | 2 – 1      | Австрія        | Кубок Центральної Європи | -    |          |
| 29/03/1931 | Берн               | Швейцарія         | 1 – 1      | Італія         | Кубок Центральної Європи | -    |          |
| 12/04/1931 | Порту              | Португалія        | 0 – 2      | Італія         | товариський матч         | -    |          |
| 19/04/1931 | Більбао            | Іспанія           | 0 – 0      | Італія         | товариський матч         | -    |          |
| 20/05/1931 | Рим                | Італія            | 3 – 0      | Шотландія      | товариський матч         | -    |          |
| 02/04/1933 | Женева             | Швейцарія         | 0 – 3      | Італія         | Кубок Центральної Європи | -    |          |
| 07/05/1933 | Флоренція          | Італія            | 2 – 0      | Чехословаччина | Кубок Центральної Європи | -    |          |
| 13/05/1933 | Рим                | Італія            | 1 – 1      | Англія         | товариський матч         | -    |          |
| 22/10/1933 | Будапешт           | Угорщина          | 0 – 1      | Італія         | Кубок Центральної Європи | -    |          |
| 03/12/1933 | Флоренція          | Італія            | 5 – 2      | Швейцарія      | Кубок Центральної Європи | -    |          |
| 11/02/1934 | Турин              | Італія            | 2 – 4      | Австрія        | Кубок Центральної Європи | -    |          |
| Усього     |                    | Матчів (28 місце) | 59         |                | Голів                    | 0    |          |

### Статистика виступів у кубку Мітропи
| №                      | Розіграш               | Стадія                 | Дата та місце проведення | Команда 1              | Рахунок | Команда 2        | Голи та інші дії |
| ---------------------- | ---------------------- | ---------------------- | ------------------------ | ---------------------- | ------- | ---------------- | ---------------- |
| 1                      | 1929                   | 1/4                    | 23.06.1929, Турин        | Ювентус                | 1:0     | Славія (Прага)   |                  |
| 2                      | 1929                   | 1/4                    | 06.07.1929, Прага        | Славія (Прага)         | 3:0     | Ювентус          |                  |
| 3                      | 1931                   | 1/4                    | 12.07.1931, Турин        | Ювентус                | 2:1     | Спарта (Прага)   |                  |
| 4                      | 1931                   | 1/4                    | 22.07.1931, Прага        | Спарта (Прага)         | 1:0     | Ювентус          |                  |
| 5                      | 1931                   | 1/4 перегр.            | 2.09.1931, Відень        | Спарта (Прага)         | 3:2     | Ювентус          | 83'              |
| 6                      | 1932                   | 1/4                    | 25.06.1932, Турин        | Ювентус                | 4:0     | Ференцварош      |                  |
| 7                      | 1932                   | 1/4                    | 03.07.1932, Будапешт     | Ференцварош            | 3:3     | Ювентус          |                  |
| 8                      | 1932                   | 1/2                    | 6.07.1932, Прага         | Славія (Прага)         | 4:0     | Ювентус          |                  |
| 9                      | 1932                   | 1/2                    | 10.07.1932, Турин        | Ювентус                | 2:0     | Славія (Прага)   |                  |
| 10                     | 1933                   | 1/4                    | 22.06.1933, Будапешт     | Уйпешт                 | 2:4     | Ювентус          |                  |
| 11                     | 1933                   | 1/4                    | 29.06.1933, Турин        | Ювентус                | 6:2     | Уйпешт           |                  |
| 12                     | 1933                   | 1/2                    | 09.07.1933, Відень       | Аустрія (Відень)       | 3:0     | Ювентус          |                  |
| 13                     | 1933                   | 1/2                    | 16.07.1933, Турин        | Ювентус                | 1:1     | Аустрія (Відень) |                  |
| 14                     | 1934                   | 1/8                    | 17.06.1934, Турин        | Ювентус                | 4:2     | Тепліцер         |                  |
| 15                     | 1934                   | 1/8                    | 24.06.1934, Тепліце      | Тепліцер               | 0:1     | Ювентус          |                  |
| 16                     | 1934                   | 1/4                    | 01.07.1934, Будапешт     | Уйпешт                 | 1:3     | Ювентус          |                  |
| 17                     | 1934                   | 1/4                    | 08.07.1934, Турин        | Ювентус                | 1:1     | Уйпешт           |                  |
| 18                     | 1934                   | 1/2                    | 25.07.1934, Відень       | Адміра (Відень)        | 3:1     | Ювентус          |                  |
| 19                     | 1934                   | 1/2                    | 29.07.1934, Генуя        | Ювентус                | 2:1     | Адміра (Відень)  |                  |
| Всього у кубку Мітропи | Всього у кубку Мітропи | Всього у кубку Мітропи | Всього у кубку Мітропи   | Всього у кубку Мітропи | 19      |                  | 0                |

## Титули і досягнення
- Чемпіон Італії (5):

«Ювентус»: 1930–31, 1931–32, 1932–33, 1933–34, 1934–35
- Чемпіон світу (1):

1934
- Бронзовий олімпійський призер: 1928